# إرفين والتر بالم
إرفين والتر بالم (بالألمانية: Erwin Walter Palm) هو عالم آثار وأستاذ جامعي ومؤرخ ألماني، ولد في 28 أغسطس 1910 في فرانكفورت في ألمانيا، وتوفي في 7 يوليو 1988 في هايدلبرغ في ألمانيا.